# Trinità
Trinità település Olaszországban, Piemont régióban, Cuneo megyében. Lakosainak száma 2235 fő (2023. január 1.). Trinità Bene Vagienna, Fossano, Magliano Alpi és Sant’Albano Stura községekkel határos.

## Népesség
A település lakossága az elmúlt években az alábbi módon változott:
| Lakosok száma | 2245 | 2232 | 2235 |
|               | 2017 | 2018 | 2023 |